# 三浦新七
三浦 新七（みうら しんしち、1877年〈明治10年〉6月12日 - 1947年〈昭和22年〉8月14日）は、日本の経済学者、実業家、政治家。専門は経済史。1942年（昭和17年）帝国学士院会員。研究者、財界人、政治家として活躍した。

## 来歴・人物
山形県山形市旅籠町三浦新兵衛の四男として生まれる。のちに、一族の宗家である四日町の豪商三浦権四郎の養嗣子となった。
旧制山形中学校（現：山形県立山形東高等学校）を経て、東京高等商業学校（現：一橋大学）卒。1903年（明治36年）からイギリス・ドイツに留学し、ライプツィヒ大学でランプレヒトに師事し、歴史学を研究する。
帰国後の1911年（明治44年）、母校である東京高等商業学校の教授となり経済史、文明史を教えた。三浦ゼミ出身者に上原専禄（中世ヨーロッパ史学者・元一橋大教授）、村松恒一郎（経済史学者・一橋大名誉教授）、町田實秀（法制史学者・一橋大名誉教授）、渡辺輝一（経済学者・横浜国立大学名誉教授）、増田四郎（西洋史学者・一橋大学名誉教授）、増淵龍夫（中国史学者・一橋大学名誉教授）、笠信太郎（ジャーナリスト・朝日新聞論説主幹）、山口茂（経済学者・一橋大学名誉教授）などがいた。

### 両羽銀行頭取
山形県経済は、1920年（大正9年）の戦後恐慌、1927年（昭和2年）の金融恐慌、そして、1930年（昭和5年）の昭和恐慌に見舞われ、苦境に陥っていた。このため県内銀行も多くが経営困難となり、県内陸部銀行の大合同構想や各行ごとに種々の不良資産償却案が立案された。両羽銀行（現：山形銀行）も、県下中心金融機関として多くの不良資産を抱えるに至っていた。そこで、同行筆頭株主であった三浦家の養嗣子東京商大教授・三浦に同行の再建を任せようということになった。三浦は、商大教授を辞任して郷里に戻り、1928年（昭和2年）には常勤監査役に就いて、資本金4分の1減資を柱とする滞貸金の一挙償却を策定・実施、さらに翌年には第9代頭取に就任して、整理・再建を図った。この際には同行、3代・8代、頭取を務めた先代吉三郎の養子となり、長谷川家の家業管理に従事していた長谷川吉三郎（吉弥）に対して「両羽の整理を2人でやろう」と"再三なる懇請"を行い、これを受けて、長谷川は常務取締役として両羽銀行に入行した。こうして両羽銀行は、三浦・長谷川体制の下で恐慌下の難局に取り組んだ。2人は、自らの役員給与1年分を返納し、行員に合理化への協力を訴え、不良資産の整理・回収にも積極的に取り組んだ。この甲斐もあって、山形県下の金融機関は、ほかの東北諸県とは異なって、預金取り付けや銀行破綻を起こすことなく昭和初期を過ごすことができた。
山形県多額納税者として貴族院議員に互選され、1932年（昭和7年）9月29日に就任し、1947年（昭和22年）5月2日の貴族院廃止まで在任した。

### 東京商科大学学長
1935年（昭和10年）秋、東京商科大学で白票事件と呼ばれる学園紛争が起こり、この解決のために三浦に学長就任を要請するという事態が勃発した。三浦は10月に頭取を辞任して商大学長に就任、後任には長谷川を推挙した。
1945年（昭和20年）10月、日本銀行参与を委嘱される。
1947年（昭和22年）8月14日、耳下腺癌のため、癌研究所附属病院で死去。70歳没。

## 三浦記念山形商工会館・三浦記念賞
1937年（昭和12年）の日支事変勃発後、日本経済の再編成が強く要請され、金融界においても地方の中小銀行の統廃合が強行され、両羽銀行は内陸地方の中核銀行としてすべての地方銀行は合併された。三浦銀行も両羽銀行と合併することになり、七日町通りの済生館前にあった敷地と社屋は、三浦の個人名義となっていたが、この機会に、その一切を山形市に寄付を申し出た。市内の商工業者交歓・研修の場に活用すべきことを条件とし、そのための改装費として現金5万円を添えた寄付も受納された。この物件と金員は、その後、戦時統制強化のために寄付者の意向が実現されず、戦後はインフレのため山形市の財政支出が困難で改装等も行われないまま時間が経過した。1956年（昭和31年）に入り、大沼と相互譲渡の形で交換売買し、市はその際の余剰金3,000万円を基礎にして資金造成し、山形市役所向かいの県有地を払い下げて、「三浦記念山形商工会館」を建設し、山形商工会議所・山形市中央公民館・県物産館を収容した。その会館も老朽化したため建て替えられ、2008年（平成20年）には新会館が竣工。5階には三浦新七博士記念館が併設された。

### 三浦記念賞
三浦の遺徳を記念し、山形市の産業経済の向上に尽くした個人や団体を表彰することを目的に、1963年（昭和38年）に創設された。毎年12月に表彰式を行っている。

## 練習飛行場
太平洋戦争末期、山形市に疎開した日本飛行機（日飛）が軍施設として練習飛行場を建設することになり、その敷地として、出羽村の漆山駅東方に位置する畑地（主に桑畑）を指定した。その大部分にあたる約18町歩余は三浦家の所有であったが、これを飛行場用地として日飛に無償貸与した。三浦は晩年に「将来、国立の農事試験場を誘致することが、あんな苦しい勝ち目のない戦争の中で、こっそり描いた俺の夢だった」（三浦コト女覚書『三浦家の系譜』）とある通り、飛行場跡地は三浦家の所有地であったが、終戦を経てGHQに接収され、その後、出羽村に払い下げられ、さらに1954年（昭和29年）、出羽村は山形市に合併して飛行場跡地も、村有地として山形市有財産に引き継がれた。山形市は1958年（昭和33年）以降、山形刑務所をここに移転すべく、法務省と折衝して成立し、1963年（昭和38年）4月に移転が完了。同時に、付近に市営住宅団地が造成された。結局、三浦家は所有権を無償放棄した形で、市勢発展に貢献している。

## 著作
- 『商業経済学』同文館〈商業学本論 第1巻〉、1903年4月。 NCID BN1464780X。全国書誌番号:40034999。
- 『東西文明史論考 国民性の研究』岩波書店、1950年5月。 NCID BN0268899X。全国書誌番号:50005001。
- 川副武胤責任編集 編『東西文明史』 第1巻（希臘・羅馬・猶太及び東洋文明）、三浦新七博士記念会、1992年11月。 NCID BN09006690。全国書誌番号:93038554。
- 國方敬司責任編集 編『東西文明史』 第2巻（希臘・羅馬・猶太及び東洋文明）、三浦新七博士記念会、1994年11月。 NCID BN09006690。全国書誌番号:93038554。
- 國方敬司責任編集 編『東西文明史』 第3巻（中世基督教的統一文明ト各国特殊文化ヘノ分岐）、三浦新七博士記念会、1996年7月。 NCID BN15005080。全国書誌番号:97022748。
- 國方敬司責任編集 編『東西文明史』 第4巻（欧州文明史）、三浦新七博士記念会、1998年4月。 NCID BA35210706。全国書誌番号:99052054。
- 國方敬司責任編集 編『東西文明史』 第5巻（西洋中世の国家と社会）、三浦新七博士記念会、2000年2月。 NCID BA45408947。全国書誌番号:20043783。
- 國方敬司責任編集 編『東西文明史』 第6巻（東洋文明史 1）、三浦新七博士記念会、2002年11月。 NCID BA59763517。全国書誌番号:20338491。
- 國方敬司責任編集 編『東西文明史』 第7巻（東洋文明史 2）、三浦新七博士記念会、2005年1月。 NCID BA59763517。全国書誌番号:20737112。